# Sympycnus angulinervis
Sympycnus angulinervis är en tvåvingeart som beskrevs av Octave Parent 1939. Sympycnus angulinervis ingår i släktet Sympycnus och familjen styltflugor.
Artens utbredningsområde är Costa Rica. Inga underarter finns listade i Catalogue of Life.